# Castell de Brullà

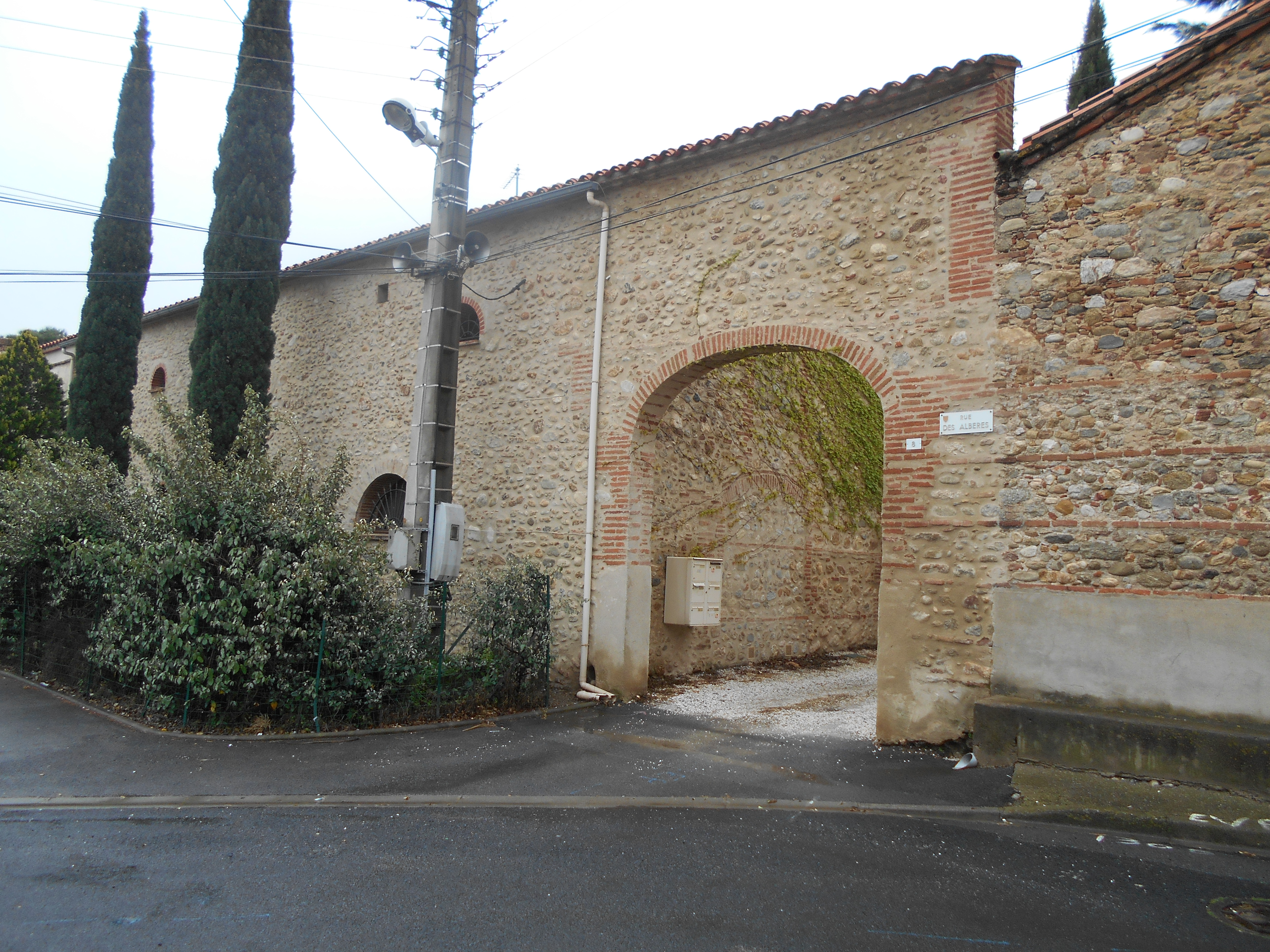
Entrada a la lliça del castell, ara habitatges particulars

El Castell de Brullà era un castell medieval d'estil romànic del segle xi situat en el poble i comuna de Brullà, a la comarca del Rosselló (Catalunya del Nord).

## Història
Documentat ja des del segle x, a l'XI ja hi havia una senyoria laica en el terme de Brullà. El 1132 és esmentat Pere Bernat de Brullà, i en els anys següents estan documentats diferents personatges d'aquest cognom. A finals del segle xii l'Orde del Temple havia ja adquirit nombroses possessions a Brullà, i al XIII el senyoriu passà als comtes d'Empúries, els quals la van vendre al monestir de Sant Genís de Fontanes. Estigué en mans d'aquest monestir fins a la Revolució Francesa.

## Característiques
Tot i que aparentment no queda res visible del vell castell de Brullà, l'emplaçament en el punt més enlairat del poble de Brullà és evident en la mateixa forma i elements constructius de les cases que el formen. El castell va ser desmuntat a principis de l'Edat moderna, com molts altres castells del país, i les pedres, reaprofitades en les cases del poble. Tanmateix, algunes de les estructures de l'edifici es conservaren en els habitatges que s'hi crearen.